# Kwon Tae-Ho
Kwon Tae-Ho es un deportista surcoreano que compitió en taekwondo. Ganó una medalla de oro en el Campeonato Mundial de Taekwondo de 1989, y dos medallas de oro en el Campeonato Asiático de Taekwondo en los años 1988 y 1992.

## Palmarés internacional
| Campeonato Mundial  | Campeonato Mundial     | Campeonato Mundial | Campeonato Mundial |
| Año                 | Lugar                  | Medalla            | Categoría          |
| ------------------- | ---------------------- | ------------------ | ------------------ |
| 1989                | Seúl (Corea del Sur)   | Medalla de oro     | –50 kg             |
| Campeonato Asiático |                        |                    |                    |
| Año                 | Lugar                  | Medalla            | Categoría          |
| 1988                | Katmandú ()            | Medalla de oro     | –50 kg             |
| 1992                | Kuala Lumpur (Malasia) | Medalla de oro     | –58 kg             |